# Tantilla ruficeps
Espèce
Synonymes
- Pogonaspis ruficeps Cope, 1894

Statut de conservation UICN

 LC  : Préoccupation mineure
Tantilla ruficeps  est une espèce de serpents de la famille des Colubridae.

## Répartition
Cette espèce se rencontre jusqu'à 1 600 m d'altitude :
- au Nicaragua ;
- au Costa Rica ;
- dans l'ouest du Panama.

## Publication originale
- Cope, 1894 : Third addition to a knowledge of the Batrachia and Reptilia of Costa Rica. Proceedings of the Academy of Natural Sciences of Philadelphia, vol. 46, p. 194-206 (texte intégral).